# Servas (Ain)
Servas egy település Franciaországban, Ain megyében. Lakosainak száma 1287 fő (2022. január 1.). Servas Lent, Péronnas, Saint-André-sur-Vieux-Jonc és Saint-Paul-de-Varax községekkel határos.

## Népesség
A település népessége az elmúlt években az alábbi módon változott:
| Lakosok száma | 439  | 818  | 879  | 1135 | 1199 | 1224 | 1247 | 1280 | 1273 | 1287 |
|               | 1968 | 1982 | 1990 | 2006 | 2013 | 2015 | 2017 | 2019 | 2020 | 2022 |